# 鈴木純治
鈴木 純治（すずき じゅんじ、1960年（昭和35年）2月19日 - ）は、日本の広島県出身の陸上自衛官。

## 略歴
- 1982年（昭和57年）3月：防衛大学校本科第26期卒業。
- 1993年（平成5年）1月：3等陸佐。
- 1996年（平成8年）7月：2等陸佐。
- 2001年（平成13年）
  - 1月：1等陸佐に昇任。
  - 8月：防衛研究所一般課程学生。
- 2004年（平成16年）8月：第36普通科連隊長（在任間中に第6次イラク復興業務支援群長）。
- 2006年（平成18年）3月：陸上幕僚監部人事部補任課長。
- 2007年（平成19年）
  - 7月3日：陸将補に昇任（防大26期一選抜）。
  - 12月3日：東北方面総監部幕僚副長。
- 2009年（平成21年）3月24日：統合幕僚監部報道官。
- 2010年（平成22年）7月26日：第10師団副師団長兼守山駐屯地司令[2]。
- 2011年（平成23年）8月5日：中部方面総監部幕僚長兼伊丹駐屯地司令。
- 2013年（平成25年）8月22日：陸将に昇任、第35代 第3師団長に就任。
- 2014年（平成26年）8月5日：第52代 陸上幕僚副長。
- 2015年（平成27年）8月4日：第33代 中部方面総監に就任。
- 2017年（平成29年）8月8日：退官。